# Haukijärvi (sjö i Finland, Kajanaland, lat 64,77, long 28,02)
Haukijärvi är en sjö i Finland. Den ligger i kommunen Puolango i landskapet Kajanaland, i den centrala delen av landet, 500 km norr om huvudstaden Helsingfors. Haukijärvi ligger 266,1 meter över havet. Den är 10,2 meter djup. Arean är 71,4 hektar och strandlinjen är 4,38 kilometer lång. Sjön  ingår i Kiminge älvs huvudavrinningsområde. 